# Louis Gaudart
Pour les articles homonymes, voir Gaudart.
Louis Gaudart, né le 17 novembre 1885 à Pondichéry et mort le 15 avril 1913 à Monaco, est un aviateur français, pionnier de l'aviation, premier pilote d'essais d'aéroplane au monde.

## Biographie
François Louis Gaudart, né le 17 novembre 1885 à Pondichéry, fils du gouverneur Edmond Gaudart, de la famille Gaudart de l'Inde française, et de Mary Conroy.
Ingénieur électricien de l’École Violet (reçoit le diplôme d'ingénieur d'électricité et de mécanique industrielle en 1907), il fait partie des pionniers de l’aviation, et a été pilote d'essai chez Voisin Frères.

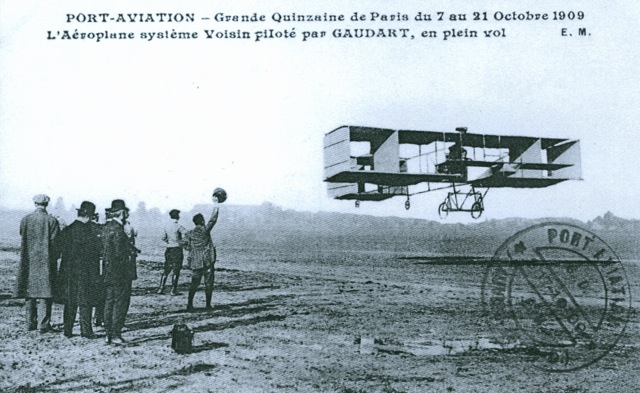
Louis Gaudart en plein vol à Port Aviation (1909)

À partir de mai 1909, il se consacre à son métier de pilote d'essai et travaille avec l'ingénieur Legrand, polytechnicien. Il met au point un avion baptisé "Le Laboratoire Volant" sur lequel un certain nombre d'appareils de contrôle permettent, pour la première fois, d'effectuer des mesures en vol.
Le 1er août 1909, il gagne le prix Ernest Fontaine (hauteur de plus de 100 mètres). Il fait des démonstrations de vol en Belgique, en Italie, en Espagne (Barcelone, Saragosse). En octobre de la même année, il remporte un prix du tour de piste à la Grande Quinzaine de Paris.
Il est titulaire du brevet no 228 de pilote-Aviateur de l'Aéro-Club de France, et est nommé en 1911 commissaire adjoint à la Commission Sportive Aéronautique de la Ligue Nationale Aérienne.

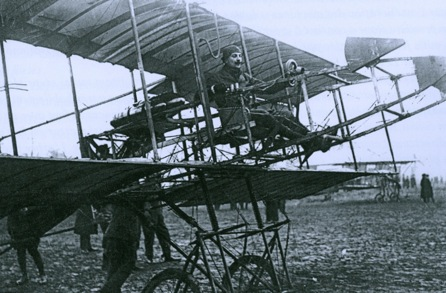
Louis Gaudart aux commandes de son "Laboratoire Volant"

Il participe à la mise au point et aux premiers vols du monoplan "l'Aérotorpille", conçu par Victor Tatin et réalisé par Louis Paulhan et le même Tatin. Il construit le « Monoplan rigide à poutre armée » avec lequel il participe au meeting de Rome.

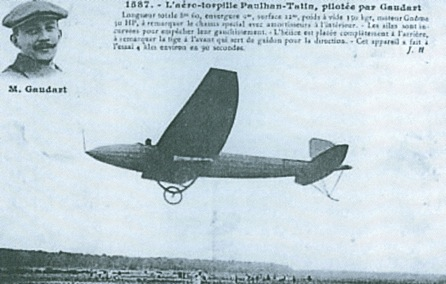
Louis Gaudart aux commandes de l'aéro-torpille Paulhan-Tatin

Louis Schreck qui ouvre une école de pilotage, l'embauche en mars 1912.
Louis Gaudart, en tant que jeune ingénieur-pilote, conçoit avec son aide un monoplan de course et un hydravion à coque de type Donnet-Denhaut baptisé l'Artois, que l’on peut voir évoluer sur la Seine durant l’été 1912. Après des essais particulièrement concluants dans la région de Saint-Omer, il décide de le présenter au meeting de Monaco en 1913.
Le 15 avril 1913, il fait mettre son hydravion à l'eau, fait quelques tours et constate que tout fonctionne correctement. Mais, lorsqu'il prend son envol et sous l'effet d'un vent très violent, les spectateurs voient le biplan se cabrer, devenir incontrôlable, pour finalement s’abîmer dans la mer après une chute de près de 30 m. L'appareil seul revint à la surface. Le corps de Louis Gaudart est retrouvé le 10 mai par le gardien du phare de Monaco. Il a été inhumé dans la chapelle familiale à Pondichéry (Inde française).

### Sources et bibliographie
- Michel Prevost, Jean-Charles Roman d'Amat et Henri Tribout de Morembert, Dictionnaire de biographie française, notice Edmond Gaudart par Joseph Valynseele, Librairie Letouzey et Anè. fascicule LXXXVII Garnier-Gaultier, Paris, 1980.
- Agnès de Place, Histoire et généalogie de la famille Gaudart, broché, 513 p. 1995.
- Hubert Lamant, Armorial général et nobiliaire français, notice Gaudart et Gaudart de Soulages, juin 2009 (réimpr. tome XLIX no 193-196 fascicules 1-4), broché, 319 p.
- La Belle-Époque des pionniers de Port-Aviation, Francis Bedei, Jean Molveau, 2009  (ISBN 9782868492715)
- Louis Gaudart (1885-1913), pionnier de l'aviation, premier pilote d'essais d'aéroplane au monde, Lt-Colonel Jean-Pierre Sourdais, 231 p. Éditions Danclau. 2013.